# Elle (Film)
Elle (frz. für: sie) ist ein französisch-deutscher Rache-Thriller mit erotischen Elementen von Paul Verhoeven aus dem Jahr 2016. Er basiert auf dem Roman Oh... von Philippe Djian und stellt eine selbstsichere Unternehmerin in den Mittelpunkt, gespielt von Isabelle Huppert, die in ihrem Haus überfallen und vergewaltigt wird, aber als Tochter eines Massenmörders den Gang zur Polizei meidet. Mit seinem ersten Film in französischer Sprache gelang Verhoeven nach 10-jähriger Pause eine viel beachtete Rückkehr in die Kinos.
Elle gewann eine Vielzahl von Preisen, unter anderem den Critics’ Choice Movie Award 2016 und den Golden Globe Awards 2017, jeweils als Bester fremdsprachiger Film, sowie den französischen César 2017 als Bester Film. Außerdem kandidierte Elle für einen Oscar in der Kategorie Bester fremdsprachiger Film, wurde aber nicht nominiert. Im Unterschied dazu ging Isabelle Huppert ins Rennen um den Oscar als Beste Hauptdarstellerin. Sie gewann die Auszeichnung zwar nicht, dafür aber viele andere in der gleichen Kategorie, darunter der Golden Globe Award 2017, der New York Film Critics Circle Award 2016 und der César 2017.
Uraufführung war am 21. Mai 2016 im Rahmen des Wettbewerbs um die Goldene Palme der 69. Internationalen Filmfestspiele von Cannes. Vier Tage später startete der Film in den französischen und am 16. Februar 2017 in den deutschen Kinos.

## Handlung
Die knapp 50-jährige, als Single in Paris lebende Michèle Leblanc wird am helllichten Tag in ihrem Haus von einem maskierten Mann brutal überfallen und vergewaltigt. Anstatt die Polizei zu benachrichtigen, beseitigt sie die Spuren des Verbrechens, lässt die Schlösser austauschen, besorgt sich Pfefferspray und eine Axt – und lebt ihr Leben vorerst ganz normal weiter.
Michèle betreibt gemeinsam mit ihrer Freundin Anna ein kleines, aber erfolgreiches Computerspielunternehmen. Kompetent und selbstsicher führt sie den Betrieb und weiß sich gegenüber ihren überwiegend jüngeren, männlichen Angestellten zu behaupten. Aktuell arbeiten sie am Feinschliff des Action-Rollenspiels „Styx“, des Nachfolgers des Videospiels Of Orcs and Men. Sie finanziert ihrem Sohn Vincent, der bei einer Fast-Food-Kette jobbt und sich von seiner schwangeren Freundin Josie dominieren und ausnutzen lässt, eine neue Wohnung. Vincent stammt aus der geschiedenen Ehe mit Richard, einem Hochschullehrer und wenig erfolgreichen Schriftsteller. Richard hat eine Beziehung zu einer Doktorandin angefangen, fühlt sich aber immer noch zu Michèle hingezogen. Michèle unterhält währenddessen eine heimliche Affäre mit Annas Ehemann Robert. Auch ihren neuen Nachbarn Patrick findet sie begehrenswert, einen weitaus jüngeren, attraktiven Börsenmakler, der mit seiner erzkatholischen Ehefrau Rebecca im Haus gegenüber wohnt.
Im engsten Freundeskreis erwähnt Michèle den Überfall, weigert sich aber weiterhin, die Polizei einzuschalten. Ihre Freunde wissen, warum: Seit Michèles Vater, ein bis dahin unbescholtener Bürger und praktizierender Katholik, vor knapp vier Jahrzehnten anscheinend wahllos 27 Menschen tötete und ein in diesem Kontext entstandenes unseriöses Foto des damals 10-jährigen Mädchens Michèle der Öffentlichkeit suggerierte, sie könne mitschuldig sein an dem Massenmord, sind sie und ihre Mutter immer wieder Anfeindungen ausgesetzt – aktuell verstärkt dadurch, dass der zu lebenslanger Haft verurteilte Vater ein neuerliches Gnadengesuch gestellt hat.
Michèles Vergewaltiger setzt sie weiter unter Druck. Er schickt ihr anzügliche Nachrichten, bricht während ihrer Abwesenheit ins Haus ein und ejakuliert auf ihre Bettwäsche. Eine manipulierte CGI-Animation, die Michèle im aktuell entwickelten Spiel als Vergewaltigungsopfer zeigt, wird in ihrer Firma verbreitet. Sie lässt daraufhin alle Computer hacken – findet aber heraus, dass ausgerechnet der, den sie damit beauftragt hatte, die Animation erstellt hat, als ihr Vergewaltiger jedoch nicht in Frage kommt.
Auf einer Weihnachtsfeier im Familien- und Freundeskreis macht Michèle als Gastgeberin ihrem Nachbarn Patrick heimlich und ungeniert sexuelle Avancen. Zugleich brüskiert sie ihre Mutter Irène vor allen Anwesenden, als diese bekannt gibt, ihren weitaus jüngeren Liebhaber Ralf heiraten zu wollen. Irène erleidet daraufhin einen schweren Schlaganfall. Bevor sie stirbt, bittet sie ihre Tochter zum wiederholten Mal, den Vater im Gefängnis zu besuchen. Als Michèle dies tut, wird ihr mitgeteilt, dass er sich in der Nacht zuvor erhängt hat, und sie kann nur spekulieren, ob die erneute Ablehnung seiner Begnadigung oder die Ankündigung ihres Kommens dazu geführt hat. Ihr Sohn Vincent, der um sein kleines Familienglück kämpft, sich aber durch die Geburt eines dunkelhäutigen Kindes noch mehr in Frage gestellt sieht, zieht wieder bei Michèle ein, nachdem ein Streit mit seiner Freundin Josie eskaliert.
Bei einem weiteren Angriff auf sie verletzt Michèle ihren Peiniger, enttarnt ihn als ihren Nachbarn Patrick und treibt ihn in die Flucht. Am Tag darauf jedoch ruft sie ihn um Hilfe, als sie sich nach einem Unfall nicht selbst aus ihrem Auto befreien kann. Sie lässt sich von ihm nach Hause bringen und ihre Beinverletzung behandeln. Auf ihre Frage nach dem Grund seiner Vergewaltigungen antwortet er, sie seien „nötig“ gewesen. Michèle begreift, dass er – anders als sie – zum einvernehmlichen Sex nicht fähig ist, und lässt sich auf ein erotisches Rollenspiel mit ihm ein. Den nächsten Übergriff im Heizungskeller seines Hauses löst sie selbst mit aus, leistet aber scheinbar ernsthaft Widerstand, damit er auf das für ihn „nötige“ Gewaltlevel kommt.
Auf der von Vincent organisierten Release-Party zur erfolgreichen Veröffentlichung des neuen Computerspiels gesteht Michèle ihrer Freundin Anna die Affäre mit Robert. Sie lässt sich von Patrick nach Hause fahren und eröffnet ihm unterwegs, das „kranke“ Spiel beenden und ihn bei der Polizei anzeigen zu wollen. Er versteht dies als Aufforderung zu einem weiteren Übergriff und folgt ihr ins Haus, wo sie ihn offenbar tatsächlich erwartet. Dem heimkehrenden Vincent bietet sich jedoch ein eindeutiges Vergewaltigungsszenario dar, weshalb er den maskierten Täter ohne Zögern von hinten erschlägt. Michèle klärt weder ihren Sohn noch die Polizei über ihr wahres Verhältnis zu Patrick auf. Dessen Witwe Rebecca zieht bald darauf weg und überrascht Michèle beim Abschied mit einem Dank dafür, dass diese Patrick zumindest für kurze Zeit geben konnte, was er „gebraucht“ habe. Vincent und Josie finden wieder zueinander und scheinen beide etwas gereift. Am Ende kommt es auch zur Versöhnung zwischen Michèle und Anna, die sich von Robert getrennt hat, das Haus verkaufen will und die Idee ins Spiel bringt, danach bei ihrer langjährigen Freundin einzuziehen.

## Produktion
Die Idee zur Verfilmung von Philippe Djians Roman Oh… stammte von dem französischen Filmproduzenten Saïd Ben Saïd. Verhoeven, der zehn Jahre am Set pausiert hatte, plante den Film, wie die meisten zuvor, in den USA zu realisieren. Den als Drehbuchautor engagierten David Birke kannte er zwar namentlich, wusste aber nicht, dass er vor allem B-Movies verfasst hatte. Nachdem in Hollywood alle Produzenten und Kandidatinnen für die Hauptrolle abgelehnt hatten, kam Isabelle Huppert ins Spiel, die den Roman kannte und selbst schon an eine Verfilmung gedacht hatte. Das Drehbuch wurde daraufhin von dem franko-britischen Drehbuchautor Harold Manning (* 1968), in enger Kooperation mit Birke und Verhoeven, ins Französische übertragen und dementsprechend neu verortet. Produziert wurde der Film von der Pariser SBS-Produktionsgesellschaft in Kooperation mit mehreren französischen Produktionsfirmen, einer belgischen und der deutschen Twenty Vision Filmproduktion.
Dem 78-jährigen Verhoeven gelang mit Elle eine Mehrfach-Premiere: Es wurde sein erster Film mit Isabelle Huppert und mit fast ausschließlich französischer Crew und Besetzung sowie sein erster mit Digitalkameras gedrehter Kinofilm.
Die Drehzeit betrug 52 Tage. Drehorte waren das Haus der Protagonistin in Saint-Germain-en-Laye, der Friedhof Père-Lachaise und verschiedene Pariser Straßen. Alle Szenen wurden gleichzeitig mit zwei Filmkameras aufgenommen. Chefkameramann Stéphane Fontaine erhielt Unterstützung durch Lennert Hillege, der allerdings im Abspann des Films nicht genannt wird. Verhoeven betrachtete beide gleichwertig als A-Kameras. Jede Szene wurde für zwei Kameras geplant, die manchmal eng nebeneinander operierten, um eine Kontinuität zu ermöglichen, in der Cuts kaum sichtbar wurden.
Stative und Dollies kamen nicht zum Einsatz, die Kameras wurden immer geschultert. Aus Verhoevens Sicht wird dadurch eine Art Beobachterblick (sense of observation) erzeugt, der den Voyeur-Effekt des Films verstärkt. („Die Kamera bewegt sich sacht, fast voyeuristisch […] Wenn man die Kamera auf der Schulter trägt, atmet man, es gibt immer leichte Schwankungen, in denen die Kamera einem ein Gefühl von Unsicherheit vermittelt.“) Zwar entstünden dadurch Probleme bei der Koordination, so Verhoeven, es eröffneten sich aber gleichzeitig neue Freiheiten für die Kameraleute und größere Möglichkeiten beim Schnitt.
Für die Cinematografie wählte Fontaine zwei Red Dragon-Kameras.
Für die Computer-Animationen konnte Verhoeven auf zwei vorhandene Videospiele einer Pariser Produktionsfirma zurückgreifen, die miteinander kombiniert wurden.

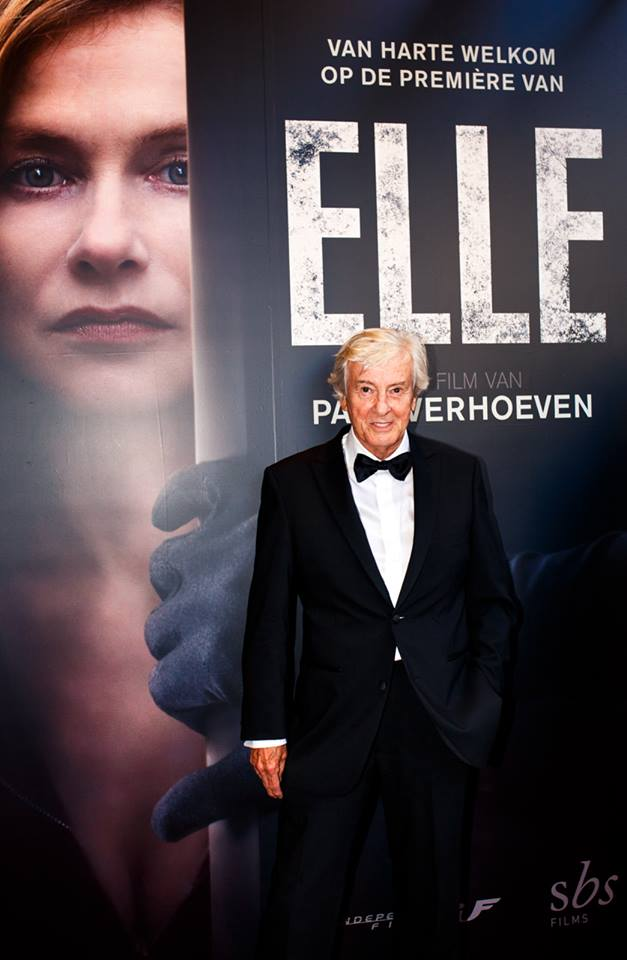
Regisseur Paul Verhoeven bei der Premiere des Films in Amsterdam (2016)

## Rezeption

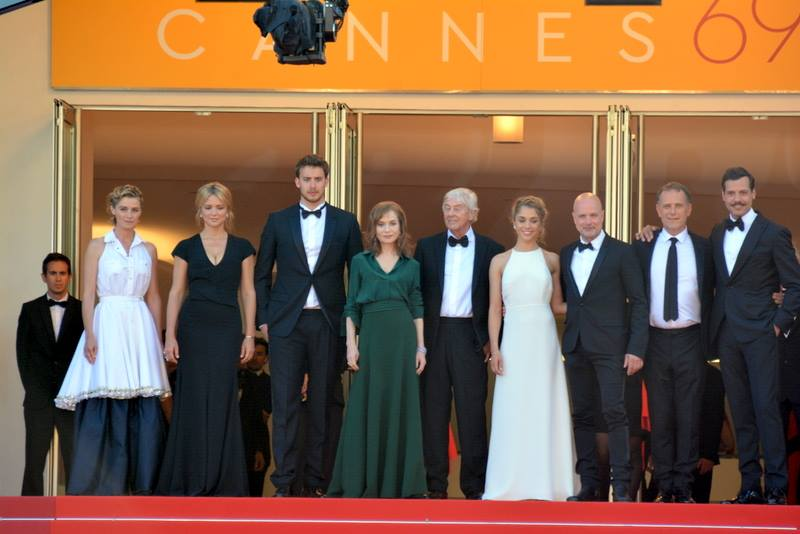
Regisseur und Darsteller, Cannes 2016

Der Film erhielt von Kritikern überwiegend positive Bewertungen. Fast ausnahmslos gelobt wurden Verhoevens Regie und Hupperts schauspielerische Darbietung. Auf der Website Rotten Tomatoes hält der Film eine Bewertung von 91 % (Stand: Oktober 2022), basierend auf 245 Bewertungen und einer Durchschnittswertung von 8/10. Das Fazit der Seite lautet: „In Elle sieht man Regisseur Paul Verhoeven auf Höchstleistung. Er profitiert zudem von einer herausragenden Darbietung von Isabelle Huppert in der Hauptrolle.“
Hannah Pilarczyk meint auf Spiegel Online: „Als Rachethriller angekündigt, überraschen an Elle nicht zuletzt seine vielen komischen Momente. Die Gewalt, die Hupperts Figur Michèle widerfährt, ist explizit. Aber ihre Reaktionen darauf – wie auch auf etliche weitere Ereignisse in ihrem Leben – sind so unvorhersehbar, dass man oft auflachen muss. Und dann gibt es auch noch Szenen, in denen sich Elle einfach derbe Komik leistet.“
Der Filmdienst bewertet Elle als „sehenswert“ und schreibt: „Der schwarzhumorige, mit raffinierten Rückblenden arbeitende Thriller entfaltet eine absurd-bittere Versuchsanordnung hart an der Grenze zur Unglaubwürdigkeit, wartet aber mit subtilen Beobachtungen auf und wird von einer überragenden Hauptdarstellerin getragen, die furchtlos eine erfrischende Einzelgängerin verlebendigt.“
Rüdiger Suchsland urteilt wie folgt: „Ein großartiger Thriller, eines Hitchcock würdig“, und fährt fort: „Ein Thriller trifft die Gesellschaftskomödie. Immer wieder wechseln die Ebenen. Vieles passiert in diesem schnellen, unterhaltsamen Film. Im Laufe der Handlung öffnet sich Michèle, erlebt die Befreiung von ihren inneren Dämonen. […] Ein toller Film! Voller abgründiger Momente, voller Spannung und Humor. […] Boshaft, witzig, politisch unkorrekt, facettenreich, glänzend gespielt, elegant und fehlerfrei inszeniert – Paul Verhoeven ist zurück im Zentrum des Kinos. Zehn Jahre nach seinem letzten Film ‚Blackbook‘ hat der 78-jährige einen neuen Film gedreht – ‚Elle‘ mit einer schlechthin großartigen Isabelle Huppert in der Hauptrolle, in einem der besten Auftritte ihrer Karriere.“
Christopher Diekhaus hebt noch einmal Hupperts Auftritt besonders hervor: „Inmitten all der aberwitzigen Wendungen und bösen Spitzen umweht Isabelle Huppert eine faszinierend-unergründliche Aura. Obwohl die eigenwillige Michèle bei weitem keine klassische Identifikationsfigur ist, bleibt ihre Entwicklung dank des famosen und unerschrockenen Schauspiels jederzeit interessant. Mit der französischen Ausnahmeaktrice vor Augen kann man sich eigentlich nicht vorstellen, dass Elle auch dann so überzeugend funktioniert hätte, wenn der Film – wie ursprünglich geplant – mit einer amerikanischen Hauptdarstellerin auf Englisch gedreht worden wäre. Nur gut, dass sich in den USA niemand an den unbequemen Stoff gewagt hat.“

## Auszeichnungen
- International Cinephile Society Cannes Award 2016: Grand Prix
- Lisbon & Estoril Film Festival 2016: Publikumspreis (Bester Film)
- Gotham Awards 2016: Beste Darstellerin (Isabelle Huppert)
- New York Film Critics Circle Awards 2016: Beste Hauptdarstellerin (Huppert)
- Los Angeles Film Critics Association Awards 2016: Beste Hauptdarstellerin (Huppert)
- Washington D.C. Area Film Critics Association Awards 2016: Bester fremdsprachiger Film
- Boston Online Film Critics Association Awards 2016: Beste Hauptdarstellerin (Huppert)
- Europäischer Filmpreis 2016: Nominierungen in den Kategorien Film, Regie und Darstellerin (Huppert)
- Boston Society of Film Critics Awards 2016: Beste Hauptdarstellerin (Huppert)
- Critics’ Choice Movie Awards 2016: Bester fremdsprachiger Film
- New York Film Critics Online Awards 2016: Beste Hauptdarstellerin (Huppert)
- San Francisco Film Critics Circle Awards 2016: Beste Hauptdarstellerin (Huppert)
- St. Louis Gateway Film Critics Association Awards 2016: Beste Hauptdarstellerin (Huppert), Bester fremdsprachiger Film
- Vancouver Film Critics Circle Awards 2016: Beste Hauptdarstellerin (Huppert)
- Alliance of Women Film Journalists Awards 2016: „Bravest Performance“ und „Actress Defying Age and Ageism“ (Huppert)
- Austin Film Critics Association Awards 2016: Beste Hauptdarstellerin (Huppert)
- Satellite Awards 2016: Beste Hauptdarstellerin (Huppert)
- Florida Film Critics Circle Awards 2016: Beste Hauptdarstellerin (Huppert), Bester fremdsprachiger Film
- National Society of Film Critics Awards 2017: Beste Hauptdarstellerin (Huppert)
- Golden Globe Awards 2017: Beste Hauptdarstellerin – Drama und Bester fremdsprachiger Film
- Santa Barbara International Film Festival 2017: Montecito Award (Huppert)
- Palm Springs International Film Festival 2017: FIPRESCI-Preis für beste Darstellerin in fremdsprachigem Film (Huppert)
- Oscarverleihung 2017: Nominierung in der Kategorie Beste Hauptdarstellerin (Huppert)
- Prix du Syndicat Français de la Critique: Bester französischer Film
- Prix Lumières 2017: Bester Film, Beste Regie, Beste Hauptdarstellerin (Huppert)
- Goya 2017: Bester europäischer Film
- César 2017: Bester Film, Beste Hauptdarstellerin (Huppert); außerdem Nominierungen in den Kategorien Regie, Nebendarsteller (Laurent Lafitte), Nebendarstellerin (Anne Consigny), Nachwuchsdarsteller (Jonas Bloquet), adaptiertes Drehbuch, Kamera, Schnitt, Ton, Filmmusik
- Independent Spirit Award 2017: Beste Hauptdarstellerin (Huppert)

Elle wurde außerdem als offizieller französischer Kandidat für eine Oscar-Nominierung in der Kategorie Bester fremdsprachiger Film ausgewählt, gelangte aber nicht in die engere Auswahl.